# Mélanie Briche
Pour les articles homonymes, voir Briche.
Mélanie Briche, née le 5 février 1975 à Amiens en Picardie, est une joueuse de football. 
Sélectionnée à dix reprises en équipe de France, elle est actuellement l'entraîneuse du club de Toulouse, le Rodéo FC, équipe évoluant en Division Honneur.

## Palmarès
- Championne de France en 1999, 2000, 2001 et 2002 avec Toulouse
- Vainqueur du Challenge de France en 2002 avec Toulouse